# Asparagus pachyrrhizus
Asparagus pachyrrhizus är en sparrisväxtart som beskrevs av N.A. Ivanova och N.V.Vlassova. Asparagus pachyrrhizus ingår i släktet sparrisar, och familjen sparrisväxter. Inga underarter finns listade i Catalogue of Life.